# Михайловка (Аршалинський район)
Миха́йловка (каз. Михайловка) — село у складі Аршалинського району Акмолинської області Казахстану. Адміністративний центр Михайловського сільського округу.
Населення — 1010 осіб (2021; 1212 у 2009, 1428 у 1999, 1659 у 1989).
Національний склад станом на 1989 рік:
- росіяни — 45 %;
- німці — 25 %.